# Ulrich Munier
Pour les articles homonymes, voir Munier.
Ulrich Munier, aussi appelé Udalricus Munier, est un théologien catholique, prêtre catholique jésuite et professeur d'université allemand, né le 13 août 1698 à Aschaffenbourg et mort le 6 avril 1759 à Wurtzbourg.

## Biographie
Munier intègre le collège des Jésuites à Mayence en 1716. Après son noviciat, il fait ses humanités durant cinq années dans différents lycées jésuites. Il étudie ensuite la théologie au collège des jésuites de Molsheim, où il est ordonné prêtre. Il enseigne en lycée durant trois années, puis il devient professeur de philosophie. Entretemps, il enseigne les langues orientales au Seminarium Carolinum (de) de Heidelberg. De 1735 à 1738, il est doctorant en théologie, plus précisément en théologie dogmatique, au collège de Molsheim. Il obtient son doctorat (Dr. theol. (de)) à l'université de Wurtzbourg en 1738.
Munier devient professeur à l'université de Fulda (de). En 1744, il obtient la chaire de théologie dogmatique et d'exégèse à l'université de Wurzbourg.

## Publications
- (la) avec Ignaz Seitz et Heinrich Kilber :  Theologicae, in quibus praeter fidei dogmata, propugnantur quaestiones scholasticae, quae ad notitiam Sacrarum Scripturarum, traditionum, conciliorum, et haeresium conducunt. Ad usum theologiae candidatorum accommodatae, 4 vol., Kleyer, 1749-1756.
- (la) avec Heinrich Kilber, Ignaz Neubauer et Thomas Holtzclau : R. R. Patrum Societatis Jesu Theologia dogmatica, polemica, scholastica et moralis praelectionibus publicis in alma Universitate Wirceburgensi accommodata, 14 vol., Wurtzbourg, Stahel, 1766-1771 (=Theologia Wirceburgensis, 10 vol., Paris, 1852-1854).